# Estela Fernández Hermosillo
Estela Alicia Fernández Hermosillo es una feminista mexicana, precursora del movimiento de defensa de derechos humanos de las mujeres en Chihuahua. Es integrante del Consejo Consultivo del Instituto Chihuahuense de la Mujer.

## Trayectoria
Es integrante de la Red de Investigadoras por la Vida y la Libertad de las Mujeres, y a través de su organización, Círculo de Estudios de Género,  participa en el Movimiento Estatal de Mujeres en Chihuahua.
A través del Programa de Apoyo a las Culturas Municipales y Comunitarias realizó el Calendario 2015 “40 años de incidencia política”, el cual reconoce la participación de las mujeres en la lucha por el reconocimiento de sus derechos.
En 2017 fue incluida en 101 mujeres feministas del Frente Feminista Nacional.